# Нижній Койон
Нижній Койон (рос. Нижний Коён) — присілок у Іскітимському районі Новосибірської області Російської Федерації.
Входить до складу муніципального утворення Морозовська сільрада. Населення становить 115 осіб (2010).

## Історія
Згідно із законом від 2 червня 2004 року органом місцевого самоврядування є Морозовська сільрада.

## Населення
| 2002 | 2007 | 2010 |
| ---- | ---- | ---- |
| 161  | ↗179 | ↘115 |